# 今日疫情
《今日疫情》（英語：WARS（第一季）／Covid（第二季））是香港電視娛樂製作、ViuTV播出，報導香港境内新型冠狀病毒肺炎疫情消息及抗疫知識的資訊節目。
節目第一季於2020年2月3日至6月5日逢星期一至星期五晚上7時30分播出，每集都以現場直播形式播放。該節目取代了《十五分鐘熱度Plus》成為ViuTV在星期一至五晚上7時30分播出的節目，也是ViuTV的網上重溫平台之中少數設有觀賞期限的自製節目（第一季的集數於播出180天後刪除，第二季的集數於播出90天後刪除）。
因香港爆發第五波疫情，本節目播出第二季，由2022年2月28日至4月1日，逢星期一至五晚上10時30分播出，是ViuTV的罕有安排，亦是相隔兩年後本節目再次播放。

## 背景

### 第一季
《今日疫情》播出的時段原本播出的節目是娛樂新聞及訪談節目《十五分鐘熱度Plus》，惟由於COVID-19持續在香港社區擴散，ViuTV高層在該節目播出的幾日前才臨時決定製作該節目，由賀志良及吳繼業聯合監製，並派出十位藝人，分為廠景組及外景組兩隊輪流上陣。
在《今日疫情》開始播出前，除新聞報道外，香港免費電視台中只有每晚在翡翠台播出的《東張西望》、香港開電視播出的《全球戰疫》，以及在港台電視31播出的《精靈一點》和《醫生與你‧同行抗疫》有較多篇幅報道疫情消息及抗疫知識。由於《今日疫情》與《東張西望》同樣都在晚上7時30分播出，兩個直播節目出現同時段對撼的情況。

## 節目内容
《今日疫情》報導COVID-19疫情消息及抗疫知識。該節目的第一集請來了感染及傳染病科專科醫生和精神科專科醫生講解選擇口罩、清潔衣服、家居、運動抗壓等方法。

## 負責人物
第一季《今日疫情》由賀志良及吳繼業聯合監製，而ViuTV也派出10位藝人負責該節目，分為廠景組及外景組兩隊，名單如下：
- 廠景組：強　尼、陳安立、虞逸峯、羅沛琪、沈殷怡
- 外景組：黃奕晨、曾贊學、朱晉傑、廖嘉輝、英健朗

第二季《今日疫情》監製不變，但由於節目改為以視像方式邀請嘉賓於節目亮相，節目主持再無分廠景和外景分別。主持名單如下：
- 強　尼、沈殷怡、陳安立、陳俞希、虞逸峯、羅沛琪

## 每集一覽

### 第一季（2020年）
| 集數                                                      | 播映日期 | 主題                                             | 廠景主持                                                  | 外景主持       | 嘉賓 | 接受隔離受訪嘉賓          |
| 1                                                         | 2月3日   | 無口罩唔敢出街？                                 | 虞逸峯、羅沛琪                                            | 曾贊學         | 麥棨諾醫生（精神科專科）、林緯遜醫生（感染及傳染病科專科） | -                         |
| 2                                                         | 2月4日   | 復課無期                                         | 強 尼、沈殷怡                                             | 朱晉傑         | 馮偉華先生（教協會長）、梁俊傑先生（小學校長）、周勁倫先生（家長同盟召集人）、林緯遜醫生（感染及傳染病科專科）                                                                     | -                         |
| 3                                                         | 2月5日   | 社區大爆發                                       | 虞逸峯、羅沛琪                                            | 英健朗         | 陳沛然醫生（醫學界立法會議員）、毛煒雄（清潔公司顧問） | -                         |
| 4                                                         | 2月6日   | 一齊度過沙士2.0寒冬？                            | 虞逸峯、羅沛琪                                            | 黃奕晨、廖嘉輝 | 劉凱文（香港專職醫療人員及護士協會幹事）、陳兆華（汽車交通運輸業總工會主席） | -                         |
| 5                                                         | 2月7日   | 化學・驅「邪」                                   | 強 尼、羅沛琪                                             | 黃奕晨         | 鄺士山（香港大學化學系博士／行山愛好者）、徐澤昌博士（註冊中醫師） | -                         |
| 6                                                         | 2月10日  | 隔離營‧隔離ing                                   | 虞逸峯、羅沛琪                                            | 廖嘉輝         | 李家仁醫生、林緯遜醫生（感染及傳染病科專科） | 李建邦                    |
| 7                                                         | 2月11日  | 置身「危樓」如何自處？                           | 陳安立、羅沛琪                                            | 朱晉傑         | 林永和（家庭醫生、婚姻及家庭治療師）、林緯遜醫生（感染及傳染病科專科） | 李建邦                    |
| 8                                                         | 2月12日  | #COVID-19                                        | 虞逸峯、沈殷怡                                            | 曾贊學         | 黄秉康醫生（神經外科專科）、黃嘉銳（註冊中醫師） | 李建邦                    |
| 9                                                         | 2月13日  | 返工易染病毒？辦公室自衛術                       | 虞逸峯、沈殷怡                                            | 英健朗         | 曾祈殷醫生（感染及傳染病專科）、張慧敏（職場專家顧問） | 李建邦                    |
| 10                                                        | 2月14日  | 疫情⋯人節                                        | 強 尼、羅沛琪                                             | 黃奕晨         | 林永和（家庭醫生、婚姻及家庭治療師）、黃瓊英醫生（呼吸系統科專科） | 李建邦                    |
| 11                                                        | 2月17日  | 「姐姐」放假惹病毒？                             | 虞逸峯、羅沛琪                                            | 曾贊學         | 曾祈殷醫生（感染及傳染病專科）、劉麗斯（香港僱傭同業協會代表） | 李建邦                    |
| 12                                                        | 2月18日  | 肺炎 VS 盲搶炎                                   | 陳安立、羅沛琪                                            | 朱晉傑         | 魏戎鈞（藥粧負責人）、程衞強（註冊心理學家） | 李建邦                    |
| 13                                                        | 2月19日  | 堂食定外賣？風險有幾高？                         | 虞逸峯、沈殷怡                                            | 黃奕晨         | 林柏希（餐飲集團企業傳訊總監）、Kason（火鍋店東主）、曾祈殷醫生（感染及傳染病專科）                                                                                                | 李建邦                    |
| 14                                                        | 2月20日  | 宅在家的考試                                     | 虞逸峯、沈殷怡                                            | 廖嘉輝         | 陳遠航（SDM爵士芭蕾舞學院院長）、盧浩然醫生（呼吸系統科專科）、吳寶城（學友社學生輔導顧問）、兩名應屆DSE考生：Bosco、Yoyo                                                          | 李建邦                    |
| 15                                                        | 2月21日  | 為抗疫「食」自己？                               | 強 尼、羅沛琪                                             | 黃奕晨、英健朗 | 趙思雅（註冊臨床心理學家）、潘仕寶（註冊營養師） | 李建邦                    |
| 16                                                        | 2月24日  | 隔離者的生活與生存                               | 虞逸峯、羅沛琪                                            | 曾贊學         | 郭家麒醫生（立法會議員、泌尿外科專科）、陳天欣（獸醫）、李建邦 | -                         |
| 17                                                        | 2月25日  | 陀B抗疫                                          | 陳安立、沈殷怡                                            | 黃奕晨         | 馬仲儀醫生（香港公共醫療醫生協會會長）、馮君安（西貢區寶林區區議員）、懷孕媽媽：Helen                                                                                              | 應智越                    |
| 2月26日因播放《財政預算案論壇2020》，本節目暫停播映一天。 |          |                                                  |                                                           |                | |                           |
| 18                                                        | 2月27日  | 旅遊搵命搏？                                     | 虞逸峯、沈殷怡                                            | 廖嘉輝         | 曾祈殷醫生（感染及傳染病專科）、張振華（深度旅遊公司創辦人）、徐考澧（香港酒店工會主席）                                                                                           | -                         |
| 19                                                        | 2月28日  | 長者抗疫法                                       | 強 尼、羅沛琪                                             | 英健朗         | 鄭小慧（高級護士長）、蘇文傑（執業律師及香港調解仲裁中心主席） | -                         |
| 20                                                        | 3月2日   | 行山抗疫                                         | 陳安立、羅沛琪                                            | 廖嘉輝         | 鄺士山（香港大學化學系博士／行山愛好者）、徐澤昌（註冊中醫師／專業健身教練） | 林紋蔚 《究竟食咗乜》製片 |
| 21                                                        | 3月3日   | 無力抗疫？                                       | 強 尼、羅沛琪                                             | 黃奕晨         | 施麗珊（香港社區組織協會幹事）、胡志遠（中大醫院營運總監） | 林紋蔚 《究竟食咗乜》製片 |
| 22                                                        | 3月4日   | 考生的煩惱                                       | 虞逸峯、陳安立                                            | 廖嘉輝         | 何玉芬博士（香港輔導教師協會副主席）、陳思銘（升學顧問中心創辦人）、兩名應屆DSE考生：莊耀禧、鄭子迅                                                                                | -                         |
| 23                                                        | 3月5日   | 隔離「完」就安全？                               | 強 尼、虞逸峯                                             | 英健朗         | 鄧家彪（工聯會新界東辦事處總幹事）、郭家麒醫生（立法會議員、泌尿外科專科）、廖維滔醫生（律敦治醫院傳染病控制統籌）                                                                 | -                         |
| 24                                                        | 3月6日   | 防疫過敏                                         | 強 尼、羅沛琪                                             | 黃奕晨         | 沈澤安醫生（兒科）、陳 湧醫生（皮膚專科）、吳凱霖（幼兒教育專家） | -                         |
| 25                                                        | 3月9日   | 壓力爆煲                                         | 虞逸峯、羅沛琪                                            | 廖嘉輝         | 程衞強（註冊心理學家）、陳嘉琳（西貢區議會議員）、李軍澤（觀塘區議會議員） | -                         |
| 26                                                        | 3月10日  | 顧己及人齊抗疫                                   | 陳安立、羅沛琪                                            | 黃奕晨         | 馬仲儀醫生（香港公共醫療醫生協會會長）、梁芷茵（清潔工人職工會組織幹事）、劉韻慧（香港傷健協會服務總監）                                                                           | 林紋蔚 《究竟食咗乜》製片 |
| 27                                                        | 3月11日  | 香港人，撐住大家！                               | 虞逸峯、陳安立                                            | 英健朗         | 林緯遜醫生（感染及傳染病科專科）、鄭泳舜（民建聯立法會議員）、謝邱安儀女士（香港零售管理協會主席）                                                                                 | -                         |
| 28                                                        | 3月12日  | 抗疫逼爆長洲／疫下記者                           | 強 尼、虞逸峯                                             | 廖嘉輝         | 梁國豪（長洲區區議員）、阿祖（長洲小店負責人）、譚蕙芸（香港中文大學新聞與傳播學院講師／獨立記者）、陳朗昇（前線記者）                                                                   | -                         |
| 29                                                        | 3月13日  | 一個口罩的誕生                                   | 強 尼、羅沛琪                                             | 黃奕晨         | 盧浩然醫生（呼吸系統專科）、何錫漢（本地口罩生產商）、禤彥勳（本地口罩生產商）、林朗熙（機械人生產商股東）                                                                         | -                         |
| 30                                                        | 3月16日  | 懷疑中招點測試？／疫下遊歷                       | 虞逸峯、羅沛琪                                            | 廖嘉輝         | 江炎輝醫生（香港西醫工會副會長）、項明生（日本旅遊達人、旅遊節目主持、專欄作家）                                                                                                   | -                         |
| 31                                                        | 3月17日  | 全球大流行／疫下的運輸業                         | 陳安立、羅沛琪                                            | 黃奕晨         | 陳沛然醫生（醫學界立法會議員）、蔣志偉（香港陸路客貨運輸業議會主席）、周天福（跨境貨車司機）                                                                                       | 岑樂怡、吳蚊蚊            |
| 32                                                        | 3月18日  | 童心看疫情                                       | 虞逸峯、陳安立                                            | 黃奕晨         | 趙思雅（註冊臨床心理專家）、兩名小五學生：彭 強、周珀毅、李揚立之（兒童骨科專科醫生、插畫家）                                                                                      | -                         |
| 33                                                        | 3月19日  | 疫下的採訪／疫情下被選中的「新人」               | 強 尼、羅沛琪                                             | 英健朗         | 林緯遜醫生（感染及傳染病科專科）（電話訪問）、莫坤菱（專題記者）、黃奕聰（攝影記者）、歐惠芳（婚禮顧問）                                                                           | -                         |
| 34                                                        | 3月20日  | 小心危「機」／疫下義工                           | 強 尼、陳安立                                             | 廖嘉輝         | 陳佩妍（國泰航空空中服務員工會外務副主席）、曾祈殷醫生（感染及傳染病專科）、王 喜（演藝界藝人、義工車隊發起人）                                                                    | -                         |
| 35                                                        | 3月23日  | COVID-19 睇真啲！                                | 強 尼、羅沛琪                                             | -              | 孔繁毅醫生（香港大學醫學院內科學系傳染病科臨床教授）、英國大學留學生：Solon、新型肺炎康復者：Calvin、非典型肺炎康復者：Chino                                                       | -                         |
| 36                                                        | 3月24日  | 留學生何去何從？                                 | 陳安立、羅沛琪                                            | 黃奕晨         | 張國鈞（民建聯立法會議員）、Mabel Chan（海外留學專家）、劉榮幹（家庭醫生） | -                         |
| 37                                                        | 3月25日  | 醫療系統面臨「冧檔」？／義騎行動出發！           | 虞逸峯、陳安立                                            | 黃奕晨         | 劉凱文（香港專職醫療人員及護士協會幹事）、馬仲儀醫生（香港公共醫療醫生協會主席）、「義騎行動」核心成員：Ricky、Keiyan、偉明                                                        | -                         |
| 38                                                        | 3月26日  | 「避」戰東奧／限酒令 = 禁客令？                  | 強 尼、虞逸峯                                             | 英健朗         | 王敏超（港協暨奧委會義務秘書長）（電話訪問）、劉永松（香港浸會大學體育系教授）、李嘉文（香港女子划艇運動員）、錢雋永（香港酒吧業協會副主席）、酒吧東主：Joe                        | -                         |
| 39                                                        | 3月27日  | 封城救國，經濟受挫？                             | 陳安立、羅沛琪                                            | 黃奕晨、廖嘉輝 | 郭家麒（公民黨立法會議員）、阮穎嫻（香港大學經濟及工商管理學院助理講師） | -                         |
| 40                                                        | 3月30日  | 酒店變身「隔離營」？／小店老闆疫下求存           | 虞逸峯、羅沛琪                                            | 廖嘉輝         | 姚思榮（旅遊界立法會議員）（電話訪問）、徐考澧（香港酒店工會主席）、Livehouse負責人：阿波、Studio店長：阿華                                                                        | -                         |
| 41                                                        | 3月31日  | 日防夜防 家人難防／少數族裔的煩惱                | 陳安立、羅沛琪                                            | 黃奕晨         | 趙志輝醫生（香港中文大學家庭醫學專科）、梁建雄（華員會社會工作主任職系分會主席）、王禮賢（香港善導會健康教育服務督導主任）、香港善導會高級朋輩支援員：Milla                        | -                         |
| 42                                                        | 4月1日   | 無家者疫下求存／寵物抗疫                         | 虞逸峯、陳安立                                            | 黃奕晨         | 陳凱興（好鄰舍北區教會傳道人）、陳文珊（基督教關懷無家者協會高級外展主任）、陳亭熹（香港愛護動物協會註冊獸醫）                                                                     | -                         |
| 43                                                        | 4月2日   | 清明雨紛紛／資訊要睇真                           | 強 尼、虞逸峯                                             | 英健朗         | 林永和（家庭醫生、婚姻及家庭治療師）、民間資訊網開發人：梁逸風、黃浩華 | -                         |
| 44                                                        | 4月3日   | 美容搵命博？／防疫有損家庭關係？                 | 強 尼、羅沛琪                                             | 廖嘉輝         | 美容院東主：Karen、馬麗莊（香港中文大學社會工作學系教授）、楊庭輝（香港城市大學公共政策學系副研究員）                                                                              | -                         |
| 45                                                        | 4月6日   | 我哋呢班打工仔                                   | 虞逸峯、羅沛琪                                            | 廖嘉輝         | 林緯遜醫生（感染及傳染病專科）、吳敏兒（職工盟主席）、劉家樂（職工盟組織幹事）、自由工作者：CK、電影工作者：阿Joe（電話訪問）                                                      | -                         |
| 46                                                        | 4月7日   | 公共交通防疫大法／疫下藝文工作者                 | 虞逸峯、羅沛琪                                            | 廖嘉輝         | 盧覺強（機械工程師）、許漢傑（城巴職工會理事長）、陳焯威（香港舞台藝術從業員工會籌委）、梁祖堯（演藝界藝人、舞台劇演員、香港舞台藝術從業員工會候選內閣成員）、葉嘉茵（舞台劇演員） | -                         |
| 47                                                        | 4月8日   | 全球疫情「爆炸ing」／疫下保險業                  | 虞逸峯、陳安立                                            | -              | 郭家麒醫生（立法會議員、泌尿外科專科）、余栢堅（富衛香港及澳門首席產品總監）、王君傑（富衛香港及澳門首席營銷總監）                                                                 | -                         |
| 48                                                        | 4月9日   | 病毒測試解碼／關注DSE考生                        | 強 尼、羅沛琪                                             | 英健朗         | 曾祈殷醫生（感染及傳染病專科）、北區連線北區區議員：蔣旻正、張正皓、應屆DSE考生：陳嘉琳                                                                                            | -                         |
| 49                                                        | 4月10日  | 科技抗疫                                         | 強 尼、陳安立                                             | 廖嘉輝         | 陳思源（數碼港公眾使命總監）、林澤堯（雲端會員系統公司創辦人）、楊志光（人工智能科技公司創辦人及行政總裁）、關俊文（貨運平台公司創辦人）                                           | -                         |
| 50                                                        | 4月13日  | 慎防「忍者」病毒／香薰消毒勿亂用]                | 虞逸峯、沈殷怡                                            | 廖嘉輝         | 曾祈殷醫生（感染及傳染病專科）、孫子然（芳療師） | -                         |
| 51                                                        | 4月14日  | 辦公室播毒位／健身教練自救方法                   | 強 尼、沈殷怡                                             | 朱晉傑         | 胡志遠（中大醫院營運總監）、蔡曉陽醫生（中大醫院公共衞生醫學專科醫生）、吳楚雄（健身教練）                                                                                         | -                         |
| 52                                                        | 4月15日  | BB也確診／搵食靠速遞                             | 虞逸峯、羅沛琪                                            | 朱晉傑         | 何玉芬博士（香港輔導教師協會副主席）（電話訪問）、沈澤安醫生（兒科）、外賣速遞員：阿星、肥豐                                                                                       | -                         |
| 53                                                        | 4月16日  | 大眾娛樂停又停／愛美也犯「聚」                   | 陳安立、羅沛琪                                            | 英健朗         | 趙志輝醫生（香港中文大學家庭醫學專科）、郭家麒醫生（立法會議員、泌尿外科專科）、許慧鳳（香港美容健體專業人員總會主席）、美容店董事：馬福意、按摩店店主：蕭百傑                     | -                         |
| 54                                                        | 4月17日  | 抗疫有轉機？／救救流浪貓狗                       | 陳安立、羅沛琪                                            | 曾贊學         | 曾祈殷醫生（感染及傳染病專科）、連寵拯救隊義工：阿豪、阿駿、阿靜 | -                         |
| 55                                                        | 4月20日  | 疫情下的環保問題                                 | 虞逸峯、羅沛琪                                            | 黃奕晨         | 余遠騁博士（世界綠色組織行政總裁）、黃瓊英醫生（呼吸系統科專科）、崔永昌（消毒淨化產品集團創辦人及常務董事）                                                                       | -                         |
| 56                                                        | 4月21日  | 體溫高低影響免疫力？／在家工作成就解鎖           | 陳安立、沈殷怡                                            | 廖嘉輝         | 林永和（家庭醫生、婚姻及家庭治療師）、吳子瑜（大學講師）、手機App創辦人：Issac Wong                                                                                                | -                         |
| 57                                                        | 4月22日  | 抗疫三個月迷思大拆解／二輪抗疫「無音功」         | 虞逸峯、羅沛琪                                            | 曾贊學         | 林緯遜醫生（感染及傳染病科專科）、鍾一諾（中大健康公平研究所副所長）、林穎思（音樂教育中心音樂總監）、黃永康（音樂教育中心課程總監）、黃志榮（口琴導師）                           | -                         |
| 58                                                        | 4月23日  | 復業無期／疫情轉食本地菜                         | 虞逸峯、沈殷怡                                            | 英健朗         | 伍簣立（拳館老闆）、Live House負責人：阿波、本地農夫：竹姐 | -                         |
| 59                                                        | 4月24日  | 呢科醫生也高危！／舞台界自救                     | 陳安立、羅沛琪                                            | 朱晉傑、廖嘉輝 | 梁家駒醫生（牙科醫生）、徐碩朋（香港舞台技術及設計人員協會主席）、林朗峰（自由身舞台監督）                                                                                         | -                         |
| 60                                                        | 4月27日  | 運動？不運動？／疫下陪月員                       | 虞逸峯、沈殷怡                                            | 黃奕晨         | 林緯遜醫生（感染及傳染病科專科）、鍾伯光（香港浸會大學體育學及運動系教授）、奇寶（陪月團隊創辦人）、謝燕飛（香港家務助理總工會主席）                                               | -                         |
| 61                                                        | 4月28日  | 醫護學生實習難／疫情下的「SEN」學童              | 陳安立、沈殷怡                                            | 廖嘉輝         | 奚小嫻（香港大學內科學系臨床助理教授）、黃俊文（人工智能程式創辦人） | -                         |
| 62                                                        | 4月29日  | 傷肺又傷肝？／「無痕」行山                       | 陳安立、沈殷怡                                            | 曾贊學         | 朱偉明醫生（腸胃肝臟內科）、清徑先鋒創辦人：Terry、香港山女發起人：阿珊 | -                         |
| 63                                                        | 4月30日  | 抗疫．亦疲勞？／無「髮」生存？                   | 虞逸峯、羅沛琪                                            | 英健朗         | 陳沛然醫生（醫學界立法會議員）、葉妙妍（臨床心理學家）、Jacky Chu（髮型店負責人）、髮型師兼自由工作者：Anthony                                                                     | -                         |
| 64                                                        | 5月1日   | 你個肺正常嗎？／疫下殯儀業                       | 陳安立、羅沛琪                                            | 朱晉傑         | 廖頌雅醫生（呼吸系統科專科）、薛國斌（殯儀統籌師） | -                         |
| 65                                                        | 5月4日   | 公務員首階段復工／疫情下的小巴司機               | 虞逸峯、羅沛琪                                            | 朱晉傑         | 黃天祐醫生（感染及傳染病科專科）、小巴司機：李國雄、郭鏡波 | -                         |
| 66                                                        | 5月5日   | 後生仔咪鬆懈／小孩子動起來                       | 陳安立、羅沛琪                                            | 朱晉傑         | 曾祁殷醫生（感染及傳染病科專科）、Harry Li（體適能教練導師） | -                         |
| 67                                                        | 5月6日   | 走上疫後康復之路／音樂人「疫」流而上             | 虞逸峯、沈殷怡                                            | 朱晉傑         | 林緯遜醫生（感染及傳染病科專科）、黃振浩（香港物理治療學會代表）、Johnny Yim（音樂製作人）、舞台音響製作公司負責人：阿輝                                                           | -                         |
| 68                                                        | 5月7日   | 中醫助復康／社工支援有難度                       | 虞逸峯、沈殷怡                                            | 廖嘉輝         | 蘇子謙（香港大學醫學院臨床助理教授／註冊中醫師）、張志偉（香港社會工作者總工會外務副會長）                                                                                         | -                         |
| 69                                                        | 5月8日   | 放寬限聚令母倍感安慰／二十人的難忘婚禮           | 陳安立、羅沛琪                                            | 朱晉傑         | 黃瓊英醫生（呼吸系統科專科）、Tim Lau（婚禮達人）、新婚夫婦：Hoysun、Irenez | -                         |
| 70                                                        | 5月11日  | 持久抗疫新常態／家暴與創傷治療                   | 虞逸峯、羅沛琪                                            | 廖嘉輝         | 馬仲儀醫生（香港公共醫療醫生協會會長）、李劉素英（和諧之家總幹事）、Andy Fung（應用社會科學系博士研究生及社工）                                                                    | -                         |
| 71                                                        | 5月12日  | 復課前準備／巴士車長親子抗疫                     | 陳安立、沈殷怡                                            | 廖嘉輝         | 劉慧思醫生（兒科專科）、梁詠詩（東區筲箕灣區議員、中學教師）、黎慧欣（學生家長）、李俊明（巴士司機）、許漢傑（巴士職工會理事長）                                                   | -                         |
| 72                                                        | 5月13日  | 夏日唞唞氣？／長期病患者互助抗疫                 | 虞逸峯、羅沛琪                                            | 朱晉傑         | 林永和（家庭醫生、婚姻及家庭治療師）、袁少林（香港病人組織聯盟主席）、林韋雄（香港病人組織聯盟外務副主席）                                                                         | -                         |
| 73                                                        | 5月14日  | 可重用口罩疑團／復課症後群                       | 陳安立、沈殷怡                                            | 英健朗         | 鄺士山（香港大學化學系博士／行山愛好者）、葉妙妍（臨床心理學家）、陸詠宜（樂善堂梁植偉紀念中學校長）                                                                               | -                         |
| 74                                                        | 5月15日  | 病從眼入／旅遊復甦無期？                         | 陳安立、羅沛琪                                            | 黃奕晨         | 陳頌恩醫生（眼科專科）、Andy Lam（香港旅遊業革新總工會主席） | -                         |
| 75                                                        | 5月18日  | 炎戴口罩恐中暑／疫境下舞者心靈                   | 陳安立、羅沛琪                                            | 廖嘉輝         | 彭子芯（註冊中醫師）、林傅廣醫生（耳鼻喉科專科）、郭顯佳（香港環亞舞蹈學院校長）、馮海萍（舞蹈學院營運總監）                                                                       | -                         |
| 76                                                        | 5月19日  | 跨境復課難／「疫」流闖東奧                       | 陳安立、羅沛琪                                            | 朱晉傑         | 朱偉林（新界校長會副主席、鳳溪第一小學校長）、李嘉文（香港女子划艇運動員） | -                         |
| 77                                                        | 5月20日  | OL肌膚炎夏疫戰／職人抗疫大翻身                   | 虞逸峯、羅沛琪                                            | 廖嘉輝         | 陳 湧醫生（皮膚專科）、李瑩穎（註冊中醫師）、推拿師：Abe、全職手作設計師：Cally | -                         |
| 78                                                        | 5月21日  | 護耆有法／幾時開派對？                           | 虞逸峯、沈殷怡                                            | 英健朗         | 陳勇舟（香港安老服務協會秘書長）、潘睿斌醫生（普通科／護養院行政總監）、Leonard Lam（香港派對場地協會會長）、Ryan Wong（派對場地東主）                                             | -                         |
| 79                                                        | 5月22日  | 限聚令4.0／攝影看疫情                            | 陳安立、羅沛琪                                            | 黃奕晨         | 黃瓊英醫生（呼吸系統科專科）、自由攝影師：Kevin、Ben | -                         |
| 80                                                        | 5月25日  | 病毒「便」中藏／航空業復甦有法？                 | 虞逸峯、羅沛琪                                            | 廖嘉輝、彭嘉桓 | 朱偉明醫生（腸胃肝臟內科）、Alan Chee（航空同業陣線理事）、空中服務員：Emily | -                         |
| 81                                                        | 5月26日  | 小朋友在疫情之下的潛藏殺手？／體育教練，撐住！   | 陳安立、羅沛琪                                            | 廖嘉輝         | 莊俊賢醫生（兒童免疫及傳染病科專科）、香港體育教練工會籌委：劉嘉豪、黃浩賢、羅治山                                                                                                 | -                         |
| 82                                                        | 5月27日  | 復課第一天／化妝業「疫」境新趨勢                 | 虞逸峯、羅沛琪                                            | 廖嘉輝         | 林永和（家庭醫生、婚姻及家庭治療師）、Karen Yiu（化妝學校藝術總監） | -                         |
| 83                                                        | 5月28日  | 走過康復之路／重見宗教活動                       | 陳安立、羅沛琪                                            | 英健朗         | 李振豪（香港男子空手道運動員）、梁永善（基督教銘恩堂牧師） | -                         |
| 84                                                        | 5月29日  | 「疫」要環保／幼兒同抗疫                         | 強 尼、羅沛琪                                             | 朱晉傑         | 劉祉鋒（綠惜地球創辦人及總幹事）、陳麗芳（香港保護兒童會助理服務總監）、劉美珊（香港保護兒童會林護幼兒學校校長）                                                                   | -                         |
| 85                                                        | 6月1日   | 疫情下的正常生活？／疫城拾荒，拒絕遺忘。         | 虞逸峯、羅沛琪                                            | 廖嘉輝         | 林緯遜醫生（感染及傳染病科專科）、鄧永謙（新福事工協會拾平台事工主任）、拾荒者：黃 姐                                                                                              | -                         |
| 86                                                        | 6月2日   | 吸煙高危／升學前路茫忙                           | 虞逸峯、沈殷怡                                            | 黃奕晨         | 黃敬恩醫生（呼吸系統科專科）、陳思銘（升學顧問中心創辦人）、應屆DSE考生：Oscar | -                         |
| 87                                                        | 6月3日   | 抗疫措施大檢討／健・美華麗轉身                   | 陳安立、沈殷怡                                            | 朱晉傑         | 郭家麒醫生（立法會議員、泌尿外科專科）、鄭麗莎（香港蜘蛛女、健身中心創辦人）、Ming Wong（美容中心創辦人）                                                                          | -                         |
| 88                                                        | 6月4日   | 處理食材要謹慎／藥治病・樂療心                   | 陳安立、羅沛琪                                            | 英健朗         | 曾祈殷醫生（感染及傳染病科專科）、MBrio（由多位醫生組成，以音樂治療人心的醫學界樂隊組合）                                                                                          | -                         |
| 89 （End）                                                | 6月5日   | 疫下新生活？／香港人，同心抗疫（眾主持分享環節） | 虞逸峯、陳安立、 羅沛琪、沈殷怡、 黃奕晨、廖嘉輝、 英健朗 | -              | 馬仲儀醫生（香港公共醫療醫生協會會長）、黃瓊英醫生（呼吸系統科專科） | -                         |

### 第二季（2022年）
| 集數 | 播映日期 | 廠景主持       | 觀眾／醫護嘉賓 | 藝人嘉賓                                                                           | 曾隔離／感染藝人嘉賓 |
| 1    | 2月28日  | 陳安立、沈殷怡 | 曾祈殷醫生（感染及傳染病科專科）、CM、劉凱文（公立醫院前線護士）                                                                           | ERROR成員：何啟華、吳保錡                                                          | 張惠雅               |
| 2    | 3月1日   | 強 尼、沈殷怡  | Simon（觀塘區街坊）、Edward（應屆公開試考生）、Carol（小學教師）                                                                           | 《膠戰》主持：岑珈其、劉沛蘅                                                       | 吳林峰               |
| 3    | 3月2日   | 虞逸峯、陳俞希 | 林緯遜醫生（感染及傳染病科專科）、張先生（粉麵店東主）                                                                                     | COLLAR成員：沈貞巧、陳泳伽                                                         | 陳健安               |
| 4    | 3月3日   | 陳安立、陳俞希 | Selina（餐廳老闆）、Peony（舞蹈學校校長）、Kelvin（IT業界人士）                                                                            | P1X3L成員：歐鎮灝、葉振弘                                                          | 麻 利                |
| 5    | 3月4日   | 強 尼、沈殷怡  | Gillian（確診患者）、Micky（新冠肺炎康復孕婦）、麥浩樑醫生（婦產科專科）                                                                   | 吳日言、MIRROR成員：陳卓賢、王智德、陳瑞輝                                         | －                   |
| 6    | 3月7日   | 陳安立、陳俞希 | 陳小姐、Diane（BL專門店店主） | 可 嵐、ERROR成員：梁 業、郭嘉駿                                                    | －                   |
| 7    | 3月8日   | 虞逸峯、陳俞希 | 阿樺（抗疫的士司機）、Naomi（美容院老闆）、Hannah（塔羅師）                                                                                | 阮小儀、《膠戰》主持：徐浩昌、劉沛蘅                                               | －                   |
| 8    | 3月9日   | 強 尼、陳安立  | Evelyn（咖啡店東主）、Francis（燒味店東主）                                                                                                | 葉晴晴、COLLAR成員：王家晴、蘇雅琳                                                 | －                   |
| 9    | 3月10日  | 陳安立、沈殷怡 | Jack（資深訓犬師）、Emily | 譚淇淇、七仙羽、P1X3L成員：葉振弘、吳啟洋                                          | －                   |
| 10   | 3月11日  | 虞逸峯、沈殷怡 | Cally（手作飾物店主）、關証顥（註冊中醫師）                                                                                                | MIRROR成員：呂爵安、李駿傑、邱傲然                                                 | 梁彥宗               |
| 11   | 3月14日  | 陳安立、羅沛琪 | Ring（巴士車長）、陳小姐（確診死者家屬）、邱誠武（註冊表達藝術治療師）                                                                     | ERROR成員：郭嘉駿、吳保錡、《膠戰》主持：黃正宜、徐浩昌、劉沛蘅                    | －                   |
| 12   | 3月15日  | 強 尼、羅沛琪  | 世古（隔離營前營友）、Gloria（註冊營養師）、杜駿雅（註冊表達藝術治療師）                                                                   | 《膠戰》主持：岑珈其、劉沛蘅、魏浚笙                                               | 朱 薰                |
| 13   | 3月16日  | 強 尼、沈殷怡  | Michelle、浩仔（滅蟲公司員工）、Gabbie（註冊表達藝術治療師）                                                                               | 張敬仁、《膠戰》主持：魏浚笙、徐浩昌、岑珈其                                       | －                   |
| 14   | 3月17日  | 陳安立、羅沛琪 | 歐生（餐廳負責人）、Ringo（髮型師）、楊蕙霖（註冊表達藝術治療師）                                                                          | P1X3L成員：吳啟洋、歐鎮灝、《膠戰》主持：岑珈其、黃正宜、魏浚笙                    | －                   |
| 15   | 3月18日  | 虞逸峯、羅沛琪 | Winkie、何天虹敎授（註冊表達藝術治療師）                                                                                                   | 李明憲、和泉素行、MIRROR成員：盧瀚霆、柳應廷、《膠戰》主持：劉沛蘅、徐浩昌、黃正宜 | －                   |
| 16   | 3月21日  | 虞逸峯、陳安立 | 屠俊翹（足球員）、James（健身教練） | ToNick成員：趙善恆、ERROR成員：梁 業、何啟華                                       | －                   |
| 17   | 3月22日  | 陳安立、羅沛琪 | Elvis（確診康復者）、鄭敏聰（心理治療師）、Billy／Lina（準新人）、古明慧（律師）                                                           | 可 宜、《膠戰》主持：岑珈其、魏浚笙                                                | －                   |
| 18   | 3月23日  | 強 尼、羅沛琪  | 雯雯（單親媽媽）、Emily（防疫義工） | 何兆基、趙慧珊、COLLAR成員：許 軼、李芯駖                                          | －                   |
| 19   | 3月24日  | 虞逸峯、羅沛琪 | 曾恩嬋／楊思詩（動物領養平台負責人）、曾志雄博士、甘雅靜醫生（城大動物醫療中心）、Kristy（診所護士）                                       | 龐景峰、P1X3L成員：吳啟洋、歐鎮灝                                                  | －                   |
| 20   | 3月25日  | 虞逸峯、陳俞希 | John（兼職外賣員）、Noel（居日香港人） | 潘紹聰、MIRROR成員：江𤒹生、楊樂文                                                 | －                   |
| 21   | 3月28日  | 陳安立、羅沛琪 | Sam（空中少爺）、劉先生（家電維修師傅） | ERROR成員：梁 業、郭嘉駿                                                           | 丁可欣               |
| 22   | 3月29日  | 虞逸峯、沈殷怡 | Karlie媽媽、Kitty（註冊藥劑師）、阿泰（殯儀策劃師）                                                                                        | 艾 妮、《膠戰》主持：岑珈其、徐浩昌                                                | －                   |
| 23   | 3月30日  | 強 尼、沈殷怡  | Jenny（求職騙案受害人）、阿進／阿龍（漁民）                                                                                                | 英健朗（精神科護士）、泳 兒、徐蒨寧                                                | －                   |
| 24   | 3月31日  | 虞逸峯、羅沛琪 | Terry（媒體顧問）、Joyce（電話騙案事主）、秋仔（居韓香港人）                                                                               | 曾樂彤、黃 妍、P1X3L成員：歐鎮灝、葉振弘                                           | －                   |
| 25   | 4月1日   | 陳安立、沈殷怡 | MiMi（中學生）、Fung Sir（中六級班主任及生物科教師）、成仔（騙案受害人）、蘇小姐（核酸檢測化驗員）、Mia（人物自傳作家）、Vanessa（攝影師） | MIRROR成員：邱士縉、李駿傑                                                         | －                   |

## 收視

### 第二季（2022年）
| 集數   | 播映日期                     | 電視直播收視 | 備註   |
| 1－5   | 2022年2月28日－2022年3月4日  | 2.6點        | [ 24 ] |
| 6－10  | 2022年3月7日－2022年3月11日  | 2.4點        | [ 25 ] |
| 11－15 | 2022年3月14日－2022年3月18日 | 1.9點        | [ 26 ] |
| 16－20 | 2022年3月21日－2022年3月25日 | 2.5點        | [ 27 ] |
| 21－25 | 2022年3月28日－2022年4月1日  | 2.5點        | [ 28 ] |

## 其他
《今日疫情》的其中一位主持人強尼在接受香港01採訪時表示，台前幕後都希望這個節目「盡早結束」。ViuTV總經理魯庭暉在其Instagram帖文稱該節目為「一個絕對唔想開Season 2，絕對唔想長做長有嘅節目」，並表示「難得同事咁有心，（所以就）盡少少大眾媒體責任！」另一位主持人沈殷怡亦在其Instagram帖文稱：「今日開會聽到導演話作為免費電視台，這段時間為大家提供及時真實的公共資訊，係我地（哋）既（嘅）義務同責任。有幸成為哩（呢）個節目其中一個主持，讓我可以履行這件事。」下方Hashtag則寫上：「#唯一一個不想長做長有的節目」。

## 外部連結
- 《今日疫情》節目重溫（页面存档备份，存于）（繁體中文）
- 《今日疫情》（2022年）節目重溫 （页面存档备份，存于）

## 節目變遷
| 香港 ViuTV 星期一至五 19:30－20:00 · 2020年2月26日 暫停播映 | 香港 ViuTV 星期一至五 19:30－20:00 · 2020年2月26日 暫停播映 | 香港 ViuTV 星期一至五 19:30－20:00 · 2020年2月26日 暫停播映 |
| ----------------------------------------------------------- | ----------------------------------------------------------- | ----------------------------------------------------------- |
|                                                             | 今日疫情（第一季） （2020年2月3日－2020年6月5日）           |                                                             |
| 十五分鐘熱度 Plus （2019年4月29日－2020年1月31日）          | 今晚趁熱食 （2020年6月8日－2020年10月23日）                 |                                                             |
| 香港 ViuTV 星期一至五 22:30－23:00                          |                                                             |                                                             |
| 商睇 （2022年2月7日－2022年2月25日）                        | 今日疫情（第二季） （2022年2月28日－2022年4月1日）          | 為食家族 （2022年4月4日－2022年4月22日）                    |